# Me Aron
Me Aron is een bestuurslaag in het regentschap Aceh Utara van de provincie Atjeh, Indonesië. Me Aron telt 456 inwoners (volkstelling 2010).